# サンデー神戸
『サンデー神戸』（サンデーこうべ）は、ラジオ関西で放送されている神戸市の広報番組である。放送時間は毎週日曜日の9時から9時30分 （日本標準時）。

## 概要
クマガイタツロウがパーソナリティを、リポーターとしてドキドキ☆純情ガールズ、加納永美子、大屋はるな、ぷりん亭芽りんが務めている生放送番組で、神戸市の行政と街の話題をトークと音楽を交えながら紹介している。取材も自ら担当している。
各回の放送内容は、一部分のみがポッドキャストで配信される。